# Campionat de Zúric 1990
L'edició del 1990 fou la 75a del Campionat de Zuric. La cursa es disputà el 19 d'agost de 1990, pels voltants de Zúric i amb un recorregut de 240 quilòmetres. El vencedor final fou el francès Charly Mottet, que s'imposà per davant de Greg LeMond i Claudio Chiappucci.
Va ser la vuitena cursa de la Copa del Món de ciclisme de 1990

## Classificació final
|    | Ciclista                 | Equip              | Temps      |
| -- | ------------------------ | ------------------ | ---------- |
| 1  | Charly Mottet (FRA)      | R.M.O.-Mavic       | 6h 07' 08" |
| 2  | Greg LeMond (USA)        | Z                  | m. t.      |
| 3  | Claudio Chiappucci (ITA) | Carrera Jeans      | m. t.      |
| 4  | Marino Lejarreta (ESP)   | ONCE               | m. t.      |
| 5  | Gianni Bugno (ITA)       | Chateau d'Ax       | + 39"      |
| 6  | Rolf Sørensen (DEN)      | Ariostea           | m. t.      |
| 7  | Franco Ballerini (ITA)   | Del Tongo-Rex      | m. t.      |
| 8  | Iñaki Gastón (ESP)       | CLAS-Cajastur      | m. t.      |
| 9  | Gilles Delion (FRA)      | Helvetia-La Suisse | m. t.      |
| 10 | Pedro Delgado (ESP)      | Banesto            | m. t.      |